# Чемпионат России по конькобежному спорту 1906
Чемпионат России по конькобежному спорту в классическом многоборье 1906 года — 18-й чемпионат России, который прошёл 22 января 1906 года в Москве на катке «Патриаршие пруды». В первенстве принимали участие только мужчины.
Чемпионом России во третий раз подряд стал москвич Николай Седов, призёром — Николай Струнников (Москва).
С 1895 года чемпион определялся по итогам выступления на двух дистанциях 1500 и 5000 метров. Забеги осуществлялись парами. Для завоевания звания чемпиона России необходимо было победить на обеих дистанциях.

## Результаты чемпионата
| место | спортсмен          | город  | 1500 м     | 5000 м     |
| ----- | ------------------ | ------ | ---------- | ---------- |
| 1     | Николай Седов      | Москва | 2.39,8 (1) | 9.25,2 (1) |
| 2     | Николай Струнников | Москва | 2.44,0 (2) | 9.44,0 (2) |